# Гомунциониты

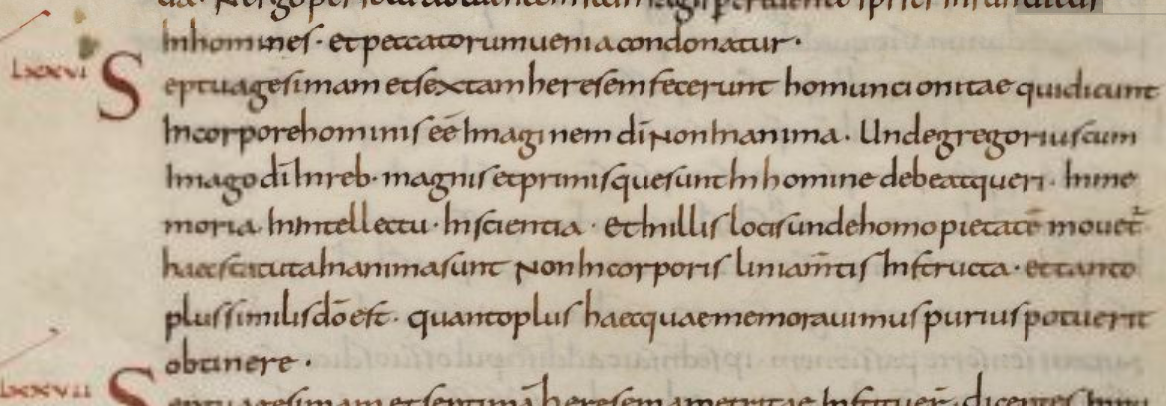
«Praedestinatus». Глава LXXVI. Гомунциониты. Рукопись IX века. Национальная библиотека Франции

Гомунциони́ты (лат. homuncionitae от лат. homuncio, homuncionis — «человечек, жалкий человек») — еретики конца IV — начала V века, описанные Филастрием в книге «Liber de Haeresibus» и Августином в книге «De Haeresibus ad Quodvultdeum Liber Unus»; у первого автора это 97 ересь, у второго автора это 76 ересь. У Филастрия и Августина эти еретики без названия; название этой ереси, употреблено безымянным автором трактата «Предестинат» (лат. «Praedestinatus»). Гомунциониты толковали одно место Священного Писания: "И сотворил Бог человека по образу Своему, по образу Божию сотворил его; мужчину и женщину сотворил их" (Быт. 1:27)  и создали учению, согласно которому в человеке тело является образом Бога, а душа образом Бога не является. Их учение послужило причиной названия данной ереси. О численности гомунционитов Филастрий, Августин и автор «Предестината» ничего не сообщают.
Название лат. homuncionitae, кроме названия самой вышеописанной ереси, использовалось христианскими писателями по отношению к другим еретикам — фотинианам.